# NTN

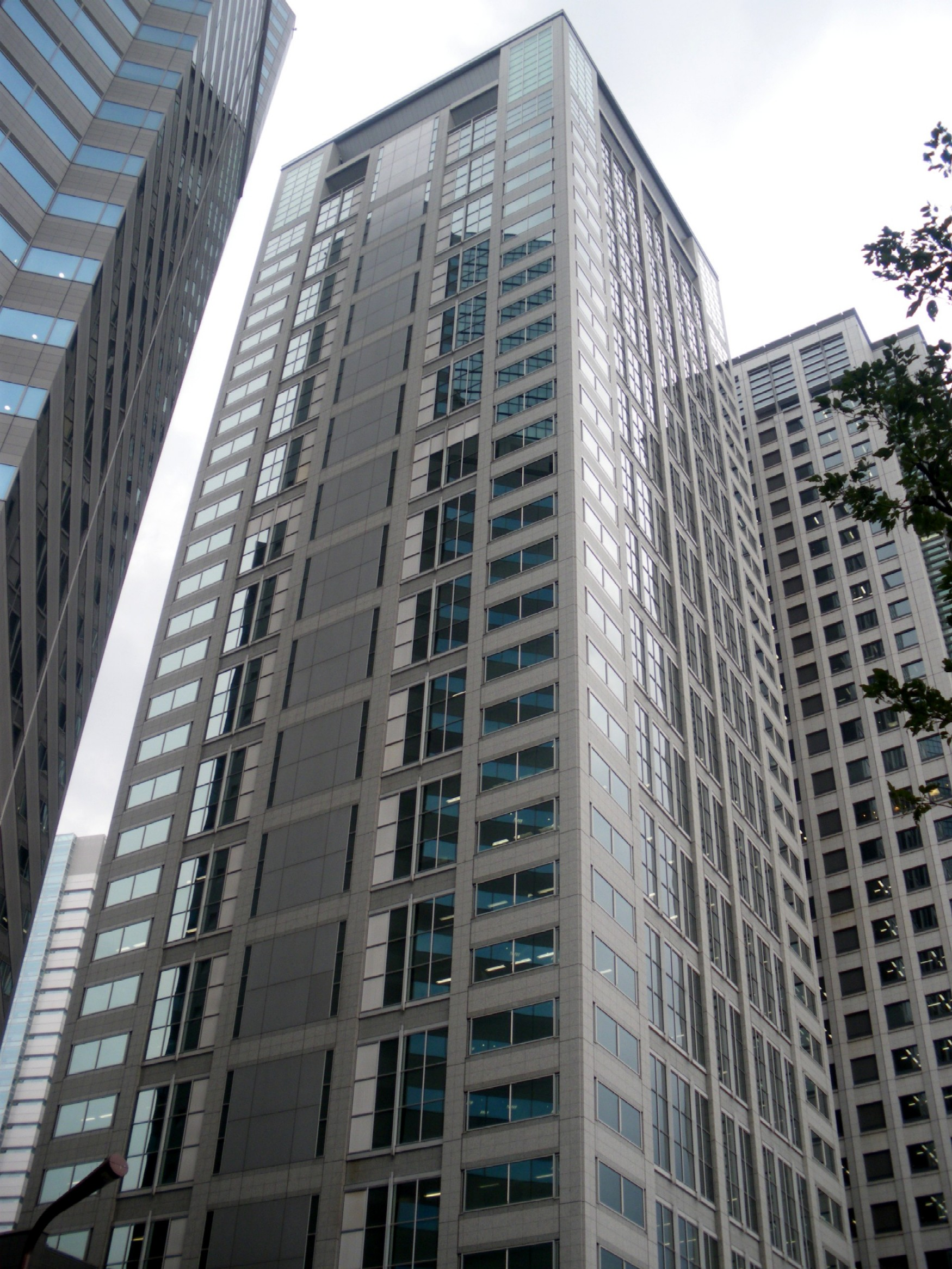
東京支社が入居している太陽生命品川ビル

NTN株式会社（エヌティエヌ、NTN Corporation）は、大阪市北区に本社を置く日本のベアリングメーカー。日本精工、ジェイテクトとともに、日本のベアリング大手3社の一角を成す。三水会とその後身社長会である水曜会およびみどり会の会員企業であり三和グループに属している。日経平均株価の構成銘柄の一つ。

## 概要
世界シェア4位のベアリングメーカーである。自動車関連製品ではドライブシャフトが世界シェア2位、ハブベアリングは世界シェア1位を誇っている。精密機器を主力製品とする。
グローバル市場への展開も早く、戦後は北米や欧州への輸出を積極的に進め、70年代には欧米での現地生産をスタートさせた。2010年にSNR（本社:フランス・ アヌシー）との連携強化を図るため、完全子会社化した後、SNRの社名をNTN-SNRに変更した。フランスを拠点として欧州の他国、アフリカやロシアへも事業展開が可能になった。現在では、売上の70％、生産も50％以上を海外が占めている。他にも台湾・インドネシア・インドにおける生産能力の増強を計画しており、「現地・現物・現人」の考えのもと、現地の材料や設備を使って強化していく考えである。中国では、9拠点でベアリング、ドライブシャフトを生産している。
風力発電機向けの大型ベアリングについて早い段階から注力しており、日系の他メーカーに先んじて海外での生産を開始した。韓国の自動車部品大手のSeohan（現代グループと強い関係を持つ）と組み、現地に工場を建設した。フランスにも計画している。風力発電機用ではNTNの世界シェアはSKF、Schaefflerに続く3位であり、20%程度とされる。

## 社名の由来
NTNの名前の由来は、大阪の巴商会のボールベアリング部の発足を機に市場に登場したもので、技術を担当した西園二郎のN、資本を投入した社長丹羽昇のNと、これら2つを販売を担う巴商会のTで結び、商標としたもの。以来、NTN製品には必ずこのマークが付けられた。1989年の「NTN株式会社」への社名変更を機に、NTNの意味付けを「For New Technology Network（新しい技術で世界を結ぶ）」とした。
2017年4月からは、翌2018年の創業100周年へ向けて、新コミュニケーションワードとして、「世界をなめらかにする仕事。」が制定された。
同時に「なん(N)て(T)なめらか(N)」をキャッチコピーに、多部未華子をイメージキャラクターに起用した企業CMが放映されている。

## 沿革
- 1918年 - 三重県桑名市内堀の西園鉄工所で軸受の研究を始める
- 1923年 - 大阪市西区の巴商会と西園鉄工所が提携し、NTN商標で軸受の製造販売開始
- 1927年 - 合資会社エヌチーエヌ製作所 設立
- 1934年 - 株式会社エヌチーエヌ製作所 に改組
- 1937年 - 東洋ベアリング製造株式会社に商号変更
- 1938年 - 兵庫県武庫郡（現・宝塚市）に昭和ベアリング製造株式会社設立
- 1939年 - 三重県桑名市に桑名工場（現・桑名製作所）を新設
- 1939年 - 昭和ベアリング製造株式会社を合併
- 1944年 - 大日本紡績株式会社より駒野工場を買収
- 1946年 - 桑名、武庫川、駒野工場が賠償指定を受ける
- 1948年 - 内外綿株式会社に駒野工場を譲渡
- 1949年 - 東京証券取引所・大阪証券取引所の各第一部に上場
- 1952年 - 桑名、武庫川工場の賠償指定解除を受ける
- 1954年 - 機械工業界において初めて品質管理に関しデミング賞を受ける
- 1960年 - 静岡県磐田市に株式会社東洋ベアリング磐田製作所（現・磐田製作所）設立
- 1960年 - 西林精工株式会社を傘下に入れる（1992年10月、株式会社NTN平野製作所に商号変更）
- 1961年 - 金剛ベアリング株式会社（後の株式会社NTN金剛製作所）を傘下に入れる
- 1961年 - ドイツ、Erkrathに販売会社NTN Wälzlager GmbH設立
- 1963年 - 米国、Mount Prospectに販売会社NTN Bearing Corp. of America設立
- 1963年 - 東洋ベアリング販売株式会社に国内販売の営業権を譲渡
- 1966年 - 愛知県海部郡に粉末冶金部品製造会社 洋ベア特殊合金株式会社（後のNTN特殊合金株式会社、現・NTNアドバンストマテリアルズ株式会社）を設立
- 1968年 - カナダ、Mississaugaに販売会社NTN Bearing Corp. of Canada Ltd.設立
- 1971年 - 米国、Schiller ParkにAmerican NTN Bearing Mfg. Corp.設立
- 1971年 - 岡山県備前市に株式会社東洋ベアリング岡山製作所設立
- 1971年 - ドイツ、Mettmannに軸受の製造会社NTN Kugellagerfabrik GmbH設立
- 1972年 - エヌ・テー・エヌ東洋ベアリング株式会社に商号変更
- 1973年 - カナダ、Mississaugaに軸受の製造会社 NTN Bearing-Cae Ltd.を設立（1981年12月NTN Bearing Corp. of Canada Ltd.に合併）
- 1975年 - 米国、Elginに軸受の製造会社NTN Elgin Corp.設立（1985年4月、American NTN Bearing Mfg. Corp.に合併）。
- 1976年 - エヌ・テー・エヌ販売株式会社設立（1989年10月、NTN販売株式会社に商号変更）
- 1980年 - 東洋ベアリング販売株式会社から大口需要家向け営業の譲受
- 1983年 - 株式会社東洋ベアリング磐田製作所及び株式会社東洋ベアリング岡山製作所を合併
- 1984年 - 長野県箕輪町に株式会社東洋ベアリング長野製作所設立
- 1985年 - 米国、MacombにFederal Mogul社との軸受合弁製造会社NTN-Bower Corp.設立
- 1989年 - 米国、Columbusに等速ジョイントの製造会社NTN Driveshaft, Inc.設立
- 1989年 - エヌティエヌ株式会社に商号変更
- 1989年 - 株式会社東洋ベアリング長野製作所を合併
- 1990年 - 米国、Mount ProspectにNTN USA Corp.設立
- 1996年 - 米国、LititzにFederal Mogul社の玉軸受部門を買収しNTN-BCA Corp.設立
- 1998年 - タイ、Pluakdaengに軸受および等速ジョイントの製造会社NTN Manufacturing(Thailand)Co.,Ltd.設立
- 1998年 - フランス、AllonnesにRenault社と合弁で等速ジョイント製造会社NTN Transmissions Europe設立
- 2000年 - NTN販売株式会社を合併
- 2001年 - 株式会社NTN平野製作所を合併
- 2002年 - 中国、上海市に等速ジョイント部品・軸受の製造合弁会社上海恩梯恩精密機電有限公司設立
- 2002年 - 中国、平湖市に日本電産株式会社と合弁で流体動圧軸受ユニット製造会社 恩梯恩日本電産（浙江）有限公司設立
- 2002年 - 中国、広州市に裕隆グループと合弁で等速ジョイント製造合弁会社 廣州恩梯恩裕隆傳動系統有限公司設立
- 2004年 - 三重県桑名市に株式会社NTN三重製作所を設立
- 2004年 - 中国、常州市に軸受製造合弁会社 常州恩梯恩精密軸承有限公司設立
- 2005年 - 長野県箕輪町に株式会社NTN上伊那製作所設立
- 2005年 - タイに日本電産株式会社と合弁で流体動圧軸受ユニット製造会社NTN-Nidec(Thailand)Co.,Ltd設立
- 2006年 - 静岡県袋井市に株式会社NTN袋井製作所設立
- 2007年 - 石川県羽咋市に株式会社NTN羽咋製作所設立
- 2008年 - 石川県宝達志水町に株式会社NTN宝達志水製作所設立
- 2008年 - フランス、CrezancyにNTN Transmissions Europe Crezancy設立
- 2009年 - 兵庫県宝塚市の宝塚製作所閉鎖
- 2009年 - 三重県桑名市に要素技術研究開発センターを開設
- 2009年 - 日本電産株式会社との流体動圧軸受の合弁事業解消に伴い、恩梯恩日本電産（浙江）有限公司とNTN-Nidec(Thailand)Co.,Ltd.を日本電産に売却
- 2009年 - 石川県志賀町に株式会社NTN志賀製作所設立
- 2010年 - 韓国にSeohan社と合弁で風力発電用軸受の製造・ 販売会社Seohan-NTN Bearing Co.,Ltd.設立
- 2010年 - ブラジルに等速ジョイントの製造・ 販売会社NTN Driveshaft do Brasil設立
- 2010年 - 韓国にSeohanと合弁で風力発電用軸受の製造・販売会社としてSeohan-NTN Bearing CO., LTD.を設立。ブラジルに等速ジョイントの製造・販売会社としてNTN do Brasil Produção de Semi-Eixos Ltda.を設立。アメリカに鍛造・旋削・熱処理部品の製造・販売会社、NTA PRECISION AXLE CORP.を設立。石川県志賀町に株式会社NTN能登製作所設立
- 2011年 - インドネシアに販売会社 PT.NTN BEARING INDONESIAを設立。中国に洛陽LYC軸承有限公司と合弁でハブベアリングとニードルベアリングの製造・販売会社として恩梯恩LYC(洛陽)精密軸承有限公司を設立。中国でNTN中国技術センターが竣工。日本科学冶金株式会社がNTN株式会社の子会社となる。中国に産業機械用の軸受製造会社として南京恩梯恩精密機電有限公司を設立。中国に販売会社 恩梯恩東派(上海)軸承販売有限公司を設立。インドに販売会社 NTN BEARING INDIA PRIVATE LTD.を設立。
- 2012年 - 高雄工業株式会社と合弁でNTPT Company Limited（鍛造・旋削部品の製造販売）を設立
- 2013年 - NTN物流株式会社を設立
- 2013年 - メキシコにNTN MANUFACTURING DE MEXICO, S.A.DE C.V.（ハブベアリングと等速ジョイントの製造販売）を設立
- 2014年 - 襄陽恩梯恩裕隆傳動系統有限公司（等速ジョイントの製造販売）を設立
- 2015年 - 米国にNTN DRIVESHAFT ANDERSON, INC.（自動車用ドライブシャフトの製造）を設立
- 2015年 - NTN特殊合金株式会社が日本科学冶金株式会社を吸収合併し、NTNアドバンストマテリアルズ株式会社に商号変更
- 2016年 - 自然エネルギーの循環型モデル「グリーンパワーパーク」を設立。
- 2017年 - 大阪大学「NTN次世代協働研究所」を設立。
- 2018年 - 羽咋丸善株式会社を完全子会社化[5]
- 2018年 - 株式会社NTN金剛製作所、株式会社NTN三雲製作所及びNTN精密樹脂株式会社を吸収合併
- 2023年 - 本社を大阪市北区のダイビル本館へ移転

## 関連企業

### 日本
- 株式会社NTNセールスジャパン（東京都港区） - 連結子会社
- 株式会社NTN上伊那製作所（長野県上伊那郡箕輪町） - 連結子会社
- 株式会社NTN袋井製作所（静岡県袋井市） - 連結子会社
- 株式会社NTN御前崎製作所（静岡県御前崎市） - 連結子会社
- 株式会社NTN宝達志水製作所（石川県羽咋郡宝達志水町） - 連結子会社
- 株式会社NTN羽咋製作所（石川県羽咋市）
- 株式会社NTN志賀製作所（石川県志賀町）
- 株式会社NTN能登製作所（石川県志賀町） - 連結子会社
- NTNアドバンストマテリアルズ株式会社[関連企業 1]（愛知県海部郡蟹江町） - 連結子会社
- 株式会社NTN多度製作所（三重県桑名市）
- 株式会社NTN三重製品センター（三重県桑名市多度町）
- 株式会社NTN三重製作所（三重県桑名市） - 連結子会社
- 光精軌工業株式会社[関連企業 2]（奈良県天理市）
- NTNテクニカルサービス株式会社[関連企業 3]（大阪市西区）
- 株式会社NTN紀南製作所（和歌山県西牟婁郡上富田町） - 連結子会社
- 株式会社NTN赤磐製作所（岡山県赤磐市） - 連結子会社
- 株式会社NTN備前製作所（岡山県赤磐市）
- NTN鋳造株式会社（島根県出雲市） - 連結子会社
- NTN物流株式会社（三重県桑名市） - 連結子会社
- 羽咋丸善株式会社（石川県羽咋市） - 連結子会社
- 北勢運送株式会社（三重県桑名市多度町）

### アメリカ
- アメリカ
  - NTN USA Corporation[関連企業 4]（アメリカ関係会社統括）
  - NTN Bearing Corp. of America[関連企業 5]（販売）
  - NTN Driveshaft, Inc.[関連企業 6]（製造）
  - American NTN Bearing Mfg. Corp.（製造）
  - NTN-Bower Corp.[関連企業 7]（製造）
  - NTK Precision Axle Corp.（製造）
  - NTA Precision Axle Corp.（製造）
  - Asahi Forge of America Corp.（製造）
  - Seohan-NTN Driveshaft USA Corp.（製造）
  - NTN Bearing Corp. of America（研究開発）
- カナダ
  - NTN Bearing Corp. of Canada Ltd.[関連企業 8]（製造・販売）
- パナマ
  - NTN Sudamericana, S.A.[関連企業 9]（販売）
- メキシコ
  - NTN MANUFACTURING DE MEXICO,S.A.DE C.V.（製造・販売）
- ブラジル
  - NTN do Brasil Ltda.[関連企業 10]（販売）
  - NTN Driveshaft do Brasil（製造）

### ヨーロッパ
- イギリス
  - NTN Bearings (UK) Ltd.[関連企業 11]（販売）
- フランス
  - NTN-SNR ROULEMENTS[関連企業 12]（販売）
  - NTN Transmissions Europe（製造）
  - NTN Transmissions Europe Crezancy（製造）
  - NTN Transmissions Europe（研究開発）
- ドイツ
  - NTN Walzlager (Europa) GmbH[関連企業 13]（販売）
  - NTN Kugellagerfabrik (Deutschland) GmbH（製造）
  - NTN Antriebstechnik GmbH（製造）
  - NTN Walzlager (Europa) GmbH（研究開発）

### アジア
- シンガポール
  - NTN Bearing-Singapore Pte Ltd.[関連企業 14]（販売）
- インドネシア
  - PT. NTN Bearing Indonesia（販売）
- タイ
  - NTN Bearing-Thailand Co., Ltd.（販売）
  - NTN Manufacturing (Thailand) Co., Ltd.（製造）
  - NTPT Co., Ltd.（製造）
- マレーシア
  - NTN Bearing-Malaysia Sdn. Bhd.（販売）
- インド
  - NTN Bearing India Pvt. Ltd.（販売）
  - NTN NEI Manufacturing India Pvt. Ltd.（製造・販売）
- 韓国
  - NTN Korea Co., Ltd.（販売）
  - Seohan-NTN Bearing Co., Ltd.（製造）
- 中華民国
  - TAIWAY Industry Co., Ltd.（台惟工業股份有限公司）[関連企業 15]（製造・販売）
  - Tung Pei Industrial Co., Ltd.（東培工業股份有限公司）[関連企業 16]（製造・販売）
- 中国
  - NTN (China) Investment Corporation（恩梯恩(中国)投资有限公司）[関連企業 17]（販売）
  - NTN-DONGPAI (Shanghai) Bearing Sales Corp.（恩梯恩东派（上海）轴承销售有限公司）（販売）
  - Shanghai NTN Corp.（製造）
  - Guangzhou NTN-Yulon Drivetrain Co., Ltd.（製造）
  - NTN-RAB (Changzhou) Corp.（製造）
  - Nanjing Puzhen NTN Railway Bearing Co.,Ltd（製造）
  - Shanghai Tung Pei Enterprise Co., Ltd.（製造・販売）
  - NTN-LYC (Luoyang) Bearing Corporation[関連企業 18]（製造）
  - Nanjing NTN Corp.（製造）
  - NTN (CHINA) Investment Corp.（研究開発）
- 香港
  - NTN China Ltd.[関連企業 19]（販売）

### オセアニア
- オーストラリア
  - NTN-CBC (Australia) Pty. Ltd.[関連企業 20]（販売）
  - Unidrive Pty. Ltd.[関連企業 21]（製造）

## 提供番組
2023年10月現在
- 朝だ!生です旅サラダ（朝日放送テレビ制作・テレビ朝日系列）- 2024年4月。
- テレビ朝日系水曜21時枠刑事ドラマ（テレビ朝日系列）- 2024年4月。

過去
- ウェークアップ!ぷらす（ytv制作・日本テレビ系列・ - 2020年3月）
- 林先生が驚く初耳学!（MBS制作・TBS系列）
- 所JAPAN（関西テレビ制作・フジテレビ系列）

### 関連企業のサイト
1. ↑  NTNアドバンストマテリアルズ株式会社
2. ↑  光精軌工業株式会社
3. ↑  NTNテクニカルサービス株式会社
4. ↑  NTN USA Corporation
5. ↑  NTN Bearing Corp. of America
6. ↑  NTN Driveshaft, Inc.
7. ↑  NTN-Bower Corp.
8. ↑  NTN Bearing Corp. of Canada Ltd.
9. ↑  NTN Sudamericana, S.A.
10. ↑  NTN do Brasil Ltda.
11. ↑  NTN Bearings (UK) Ltd.
12. ↑  NTN-SNR ROULEMENTS
13. ↑  NTN Walzlager (Europa) GmbH
14. ↑  NTN Bearing-Singapore Pte Ltd.
15. ↑  TAIWAY Industry Co., Ltd.
16. ↑  Tung Pei Industrial Co., Ltd.
17. ↑  NTN (China) Investment Corporation
18. ↑  NTN-LYC (Luoyang) Bearing Corporation
19. ↑  NTN China Ltd.
20. ↑  NTN-CBC (Australia) Pty. Ltd.
21. ↑  Unidrive Pty. Ltd.